# Chronologie de la télévision française des années 1990
 (mai 2025).
Si vous disposez d'ouvrages ou d'articles de référence ou si vous connaissez des sites web de qualité traitant du thème abordé ici, merci de compléter l'article en donnant les références utiles à sa vérifiabilité et en les liant à la section « Notes et références ».
Cette page présente une chronologie de la télévision française des années 1990. Elle rassemble les évènements et les productions françaises ou étrangères (séries, feuilletons, émissions...) qui se sont montrés remarquables pour une raison ou une autre.
Les programmes cités ci-dessous sont indiqués suivant leur année d'apparition ou de première diffusion. Ils peuvent cependant apparaître une seconde fois, en certaines circonstances, comme le changement d'acteur principal pour une série, de présentateur pour une émission, avec indication de cette modification.

## Évènements notables
- 7 janvier 1991 : Création de CinéCinéfil sur le câble.
- 12 avril 1992 : Disparition de La Cinq.
- 30 mai 1992 : Création d'Arte.
- 7 septembre 1992 : Création du groupe France Télévisions (Antenne 2 devient France 2 et FR3, France 3).
- 28 septembre 1992 : Arte est diffusée sur le réseau 5 hertzien en remplacement de La Cinq.
- 14 novembre 1992 : Lancement de la première télévision par satellite française grand public du bouquet Canalsatellite Analogique.
- 24 juin 1994 : Création à 20 h 30 de LCI, la première chaîne de télévision française d'information en continu, créée par le Groupe TF1 et diffusée sur le câble.
- 13 décembre 1994 : Inauguration de La Cinquième, chaîne du service public consacrée au savoir, à la formation, à l'emploi. Cette chaîne sera en 1997 associée à Arte avant d'entrer en 2000 dans le giron de France Télévisions où elle prendra le nom de France 5 le 7 janvier 2002. Ses présidents seront successivement : Jean-Marie Cavada, Jérôme Clément et Marc Tessier.
- mars 1996 : Création de la première chaîne pornographie français XXL sur le câble.
- 27 avril 1996 : Lancement du bouquet Canalsatellite Numérique sur le satellite Astra.
- 18 novembre 1996 : Un nouveau dispositif de classification des œuvres susceptibles de choquer les mineurs (nouvelle version du carré blanc) est mis en place sur TF1, France 2, France 3 et M6.
- 18 novembre 1996 : Création de la chaîne musicale Muzzik sur le câble.
- 22 mars 1997 : Lancement de la chaîne Disney Channel en France sur le câble et le satellite.
- 14 juillet 1997 : Création de la chaîne Histoire sur le câble et le satellite.

## Émissions

### Émissions culturelles
- 7 septembre 1992 : Le Cercle de minuit
- 1996 : La Nuit Cyber

### Émissions de divertissement
- 24 février 1990 : Succès fous (présenté par Philippe Risoli, Patrick Roy et Christian Morin) (TF1)
- 19 mars 1990 : La télé des Inconnus (Antenne 2)
- 7 septembre 1990 : Tous à la une (présenté par Patrick Sabatier) (TF1)
- 3 septembre 1990 : Stars 90 (présenté par Michel Drucker) (TF1)
- 8 octobre 1990 : Il était une fois... (présenté par Julien Lepers) (Antenne 2)
- Octobre 1990 : Perdu de vue (présenté par Jacques Pradel) (TF1)
- 14 septembre 1991 : La Nuit des héros (présenté par Michel Creton) (Antenne 2)
- 29 février 1992 : La Première fois (présenté par Philippe Bouvard et Christophe Dechavanne) (TF1)
- 12 avril 1992: Vive la 5, disparition de La Cinq
- 29 juin 1992 : Les Grosses Têtes (présenté par Philippe Bouvard) (TF1)
- 8 juillet 1992 : Mystères (présenté par Alexandre Baloud) (TF1)
- septembre 1992 : Coucou c'est nous ! (présentée par Christophe Dechavanne) (TF1)
- 8 septembre 1992 : Dans le baba (présenté par Yves Rénier) (TF1)
- 12 septembre 1992 : Frou-Frou (présenté par Christine Bravo)
- Septembre 1993 : Tout est possible (présenté par Jean-Marc Morandini (TF1)
- 5 septembre 1994 : Studio Gabriel (présenté par Michel Drucker) (France 2)
- 17 septembre 1994 : Les Enfants de la télé (présenté par Arthur)
- 25 septembre 1994 : N'oubliez pas votre brosse à dents (présenté par Nagui)
- 28 août 1995 : Les Niouzes sur TF1 (présentée par Laurent Ruquier)
- 5 septembre 1998 : Tout le monde en parle (présenté par Thierry Ardisson)
- 12 septembre 1998 : Le Plus Grand Cabaret du monde (présenté par Patrick Sébastien)
- 20 septembre 1998 : Vivement dimanche (présenté par Michel Drucker)

### Émissions documentaires
- 29 septembre 1992 : Bas les masques (présenté par Mireille Dumas)
- 1995 : La Planète Miracle 2 (France 2)
- 1997 : La Légende des Sciences (Arte)
- 1997 : Tous sur orbite ! (La Cinquième)

### Émissions d'information
- 18 janvier 1990 : Envoyé spécial (présenté par Paul Nahon et Bernard Benyamin) (Antenne 2)
- 4 février 1990 : Continentales (FR3)
- 4 février 1990 : L'Eurojournal (FR3)
- 26 juin 1998 : Sagas (présenté par Stéphane Bern) (TF1)

### Émissions destinées à la jeunesse
- 7 janvier 1990 : Disney Club (TF1)
- 22 septembre 1990 : Hanna-Barbera dingue dong (Antenne 2 puis France 2)
- 12 septembre 1992 : Ça me dit... et vous ? (TF1)
- 1993 : Télévisator 2 (France 2)
- 31 mars 1993 : Les Minikeums (France 3)
- 10 septembre 1994 : Télétaz (France 3)
- 12 septembre 1994 : Bonjour Babar (France 3)
- 5 janvier 1995 : À tout Spip (TF1)
- 1er novembre 1995 : Cellulo (La Cinquième)
- 17 janvier 1996 : Elastok (La Cinquième)
- 3 septembre 1996 : Salut les Toons (TF1)
- 4 septembre 1996 : La Planète de Donkey Kong (France 2)
- 21 décembre 1996 : Pluto Dingo (TF1)
- 23 décembre 1996 : Le Réveil des Babalous (France 3)
- 30 août 1997 : Dernière émission du Club Dorothée (présenté par Dorothée et son  équipe) (TF1)
- 1er septembre 1997 : TF! (TF1)
- 25 décembre 1997 : Ça tourne Bromby (La Cinquième)
- 31 octobre 1998 : Les P'tites Canailles (TF1)
- 10 janvier 1999 : Club Disney (TF1)
- 11 septembre 1999 : Debout les Zouzous (La Cinquième)

### Émissions jeux vidéo
- 11 septembre 1991 : Micro Kid's (FR3) et (France 3)
- 1993 : La Nuit des Jeux Video (France 3)
- 1994 : Méga 6 (M6)
- 1994 : Player one (MCM)
- 1995 : Cyber Flash (Canal +)
- 1995 : Cyber Culture (Canal +)
- 1995 : Cybervision (France Supervision)
- 1995 : Des Souris et des Rom (Canal J)
- 1999 : Faut que ça saute ! (Canal J)

### Émissions littéraires
- Septembre 1990 : Caractères (présenté par Bernard Rapp) (Antenne 2 puis FR3)
- 12 janvier 1991 : Bouillon de culture (présenté par Bernard Pivot) (Antenne 2)
- Octobre 1999 : Vol de nuit (présenté par Patrick Poivre d'Arvor) (TF1)

### Émissions musicales
- 3 février 1990 : Mégamix (La Sept)
- 10 janvier 1993 : Taratata (présenté par Nagui)

### Émissions politiques
- Avril 1991 : Les absents ont toujours tort (présenté par Guillaume Durand) (La Cinq)
- 1994 : Dimanche soir (présenté par Christine Ockrent et Gilles Leclerc) (France 3)

### Émissions scientifiques
- 1990 : Dis Jérôme (présenté par Jérôme Bonaldi) (Canal +)
- 10 février 1991 : E=M6 (M6)
- octobre 1992 : Savoir plus santé (présenté par François de Closets) (France 2)
- janvier 1994 : Archimède (Arte)
- 26 mai 1994 : Nimbus (France 3)[1].
- 11 septembre 1994 : C'est pas sorcier (France 3)
- 19 décembre 1994 : Cinq sur Cinq (La Cinquième)
- 24 décembre 1994 : Les Grandes Énigmes de la Science (présenté par François de Closets) (France 2)
- 1995 : Science 3 (France 3)
- 2 mars 1996 : L'aventure des Sciences (La Cinquième)
- 1999 : Les Aventuriers de la science (France 3)

### Émissions sportives
- 1990 : L'Équipe du dimanche (Canal +)
- 2 septembre 1992 : Jour de foot (Canal +)
- 1994 : Tout le sport (France 3)
- 1998 : Jour de rugby (Canal +)

### Émission de télé réalité sans jeu
- Juillet 1992 : Mystères présenté par Alexandre Baloud

### Jeux
- 25 juin 1990 : Motus (présenté par Thierry Beccaro)
- 7 juillet 1990 : Les Clés de Fort Boyard
- 9 juillet 1990 : Une Famille en Or (présenté par Patrick Roy)
- 19 septembre 1990 : Le Chevalier du labyrinthe (présenté par Georges Beller) (Antenne 2)
- 4 mars 1991 : Que le meilleur gagne (présenté par Nagui) (La Cinq)
- 29 juillet 1991 : Question de charme (présenté par Daniela Lumbroso et Georges Beller) (Antenne 2)
- 10 octobre 1991 : Millionnaire (présenté par Philippe Risoli) (TF1)
- 21 février 1992 : Sur la piste de Xapatan (présenté par Sophie Davant et Grégory Franck) (Antenne 2)
- 1992 : Hugo Délire
- 1992 : Les Mondes fantastiques (présenté par Olivier Minne) (France 3)
- Août 1993 : Le Trésor de Pago Pago (présenté par Olivier Chiabodo et Sophie Lafortune) (TF1)
- 1994 : Pizza Rollo
- 24 septembre 1994 : N'oubliez pas votre brosse à dents (présenté par Nagui) (France 2)
- 29 septembre 1994 : Tout le toutim ! (présenté par Christophe Dechavanne) (TF1)
- 18 octobre 1994 : Cluedo (présenté par Christian Morin) (France 3)
- 8 février 1995 : Pour la vie (présenté par Fabrice et Valérie Pascale) (TF1)
- 7 juillet 1995 : Le Trophée Campus (présenté par Jean-Luc Reichmann, Sophie Davant et Patrick Montel) (France 2)
- 25 mars 1996 : L'Or à l'appel (présenté par Vincent Lagaf) (TF1)
- 30 juin 1997 : Ali Baba (présenté par Arnaud Gidoin) (TF1)
- 30 juin 1997 : Mokshû Patamû (présenté par Vincent Perrot) (TF1)
- 2 février 1998 : Le Bigdil (présenté par Vincent Lagaf)
- 18 décembre 1999 : Les Forges du désert (présenté par Jean-Luc Reichmann et Karine Le Marchand) (France 2)
- Teletennis

## Fiction

### Feuilletons
- 14 septembre 1990 : Le Roi de Patagonie (FR3)
- 1990 : Orages d'été, avis de tempête (TF1)
- 29 juillet 1991 : Des jours et des vies
- 3 juillet 1992 : Les Cœurs brûlés (TF1)
- 20 juin 1993 : Le Château des oliviers (France 2)
- 9 juillet 1993 : Les Grandes Marées (TF1)
- 1994 : Les Yeux d'Hélène (TF1)
- 27 juin 1994 : Jalna (France 2)
- 4 septembre 1995 : La Rivière Espérance (France 2)
- 8 septembre 1995 : Sandra, princesse rebelle (TF1)
- 8 juillet 1996 : Terre indigo (TF1)
- 16 septembre 1996 : Dans un grand vent de fleurs (France 2)
- 25 octobre 1997 : Brentwood
- 22 décembre 1997 : Entre terre et mer (France 2)
- 13 avril 1998 : La Clef des champs (France 2)
- 1999 : Tramontane (TF1)

### Séries
- 1990 : Sur le pont, la marine !
- 2 janvier 1990 : 21 Jump Street
- 10 janvier 1990 : Schimanski
- 23 janvier 1990 : China Beach
- 15 mai 1990 : Soko brigade des stups (SOKO 5113)
- 1991 : Les Rivaux de Sherlock Holmes
- 2 janvier 1991 : Alerte à Malibu
- 7 janvier 1991 : Les Craquantes
- 25 mars 1991 : Un cas pour deux
- 2 avril 1991 : Allô Nelly bobo
- 7 avril 1991 : La Famille des collines
- 18 juillet 1991 : Perdus dans l'espace
- 1er août 1991 : Monty Python's Flying Circus
- 23 décembre 1991 : Premiers Baisers (TF1)
- 27 janvier 1992 : Charles s'en charge
- 12 février 1992 : Mon martien favori
- 14 février 1992 : Dream On (c'est la première série diffusée sur le câble français)
- 15 avril 1992 : L'Équipée du Poney Express
- 11 mai 1992 : Hélène et les Garçons (TF1)
- 1er juillet 1992 : L'ange revient
- 24 octobre 1992 : Booker
- 22 novembre 1992 : Enquêtes à Palm Springs
- 1993 : Au pays des géants
- 23 février 1993 : Les Contes de la crypte
- 8 juillet 1993 : Les Dessous de Palm Beach
- 19 septembre 1993 : Code Quantum
- 25 décembre 1993 : Jason King
- 12 juin 1994 : X-Files (M6)
- 10 septembre 1994 : New York, police judiciaire (France 3)
- décembre 1994 : Peter Strohm
- 1995 : Mon ami le fantôme
- 1995 : Combat !
- 9 juillet 1995 : Walker, Texas Ranger (TF1)
- 1996 : Route 66
- 13 mars 1996 : Sous le soleil (TF1)
- 16 avril 1996 : Friends (Canal Jimmy en VOST puis France 2 en VF)
- 8 septembre 1996 : Le Choix de...
- 2 novembre 1996 : Xena, la guerrière
- 1997 : Richard Diamond
- 1997 : L'Île aux naufragés
- 5 janvier 1997 : Corky, un adolescent pas comme les autres
- 17 octobre 1997 : Dark Skies : L'Impossible Vérité (M6)
- 7 septembre 1997 : Spin City
- 27 février 1998 : Stargate SG-1
- 3 avril 1998 : Buffy contre les vampires
- 5 septembre 1999 : That '70s Show
- 2 octobre 1999 : Police Academy
- 29 octobre 1999 : I Love Lucy (Téva)

### Séries jeunesse
- 5 janvier 1990 : Cubitus
- 7 janvier 1990 : Tic et Tac, les rangers du risque
- 3 mars 1990 : Manu
- 9 septembre 1990 : Bonjour, miss Bliss
- 5 novembre 1990 : Alfred J. Kwak
- 1990 : Beetlejuice
- 26 janvier 1991 : Les Tiny Toons
- 17 mai 1991 : Les Fruittis
- 28 octobre 1991 : Penny Crayon
- 8 janvier 1992 : Omer et le fils de l'étoile
- 19 avril 1992 : Les 100 Vies de Black Jack Savage
- 5 mai 1992 : Les Aventures de Tintin (1992)
- 21 août 1992 : Ren et Stimpy (première série d'animation de Nickelodeon diffusée en France)
- 17 octobre 1992 : Les Razmoket
- 13 novembre 1992 : Les Aventures de Carlos
- 16 novembre 1992 : La Légende de Croc-Blanc
- 25 novembre 1992 : L'école des champions
- 22 mars 1993 : Les Intrépides
- 22 avril 1993 : Les Histoires du père Castor (c'est la première série d'animation diffusée sur le câble français)
- 26 septembre 1993 : Le Marsupilami (1992)
- décembre 1993 : Spirou
- 16 mars 1994 : Albert le cinquième mousquetaire
- 13 avril 1994 : Power Rangers
- 10 septembre 1994 : Oui-Oui au pays des Jouets
- 12 septembre 1994 : Pingu
- 14 janvier 1995 : Beavis et Butt-Head
- 23 janvier 1995 : Les aventures de Sonic
- 12 février 1995 : Aladdin
- 20 novembre 1995 : Beethoven
- 21 décembre 1995 : Les Trois Petites Sœurs
- 10 janvier 1996 : Kartapus
- 19 février 1996 : Le Bus magique
- 27 mars 1996 : Spider-Man, l'homme-araignée
- 3 septembre 1996 : Kangoo
- 4 septembre 1996 : Docteur Globule
- 4 septembre 1996 : Les Babalous
- 4 décembre 1996 : Dog Tracer
- 11 décembre 1996 : Les Belles histoire de Pomme d'Api
- 21 décembre 1996 : Princesse Shéhérazade
- 6 janvier 1997 : Dino Juniors
- 8 janvier 1997 : Oakie Doke
- 11 janvier 1997 : Arthur
- 6 février 1997 : Monsieur Bonhomme
- 13 février 1997 : Léo et Popi
- 30 avril 1997 : Enigma
- 23 août 1997 : Chair de poule
- 1er septembre 1997 : Beetleborgs
- 3 septembre 1997 : Le Monde fou de Tex Avery
- 3 septembre 1997 : La Grande Chasse de Nanook
- 3 septembre 1997 : Les Petites Sorcières
- 6 septembre 1997 : Les Zinzins de l'espace
- 10 septembre 1997 : Jumanji
- 13 septembre 1997 : Sabrina, l'apprentie sorcière
- 13 septembre 1997 : Couacs en vrac
- 1997 : Honey West
- 1997 : Richard Diamond
- 7 mars 1998 : Timon et Pumbaa
- 22 mars 1998 : Chérie, j'ai rétréci les gosses
- 27 mars 1998 : Souris des villes, souris des champs
- 1er avril 1998 : Les Aventures des Pocket Dragons
- 6 avril 1998 : SOS Croco
- 8 avril 1998 : Papyrus
- 30 mai 1998 : Star Trek (série télévisée d'animation)
- 1er juillet 1998 : Kablam
- 17 juillet 1998 : South Park
- 31 août 1998 : Hé Arnold !
- 31 août 1998 : Fifi Brindacier
- 2 septembre 1998 : Extrême Ghostbusters
- 2 septembre 1998 : Bob Morane (série télévisée d'animation)
- 7 septembre 1998 : Tom-Tom et Nana
- 12 octobre 1998 : Les Télétubbies
- 21 décembre 1998 : Dad'X
- 21 décembre 1998 : Les Malheurs de Sophie
- 1998 : Les Jetson
- 6 janvier 1999 : Les Castors allumés
- 30 juin 1999 : Poil de Carotte
- 15 juillet 1999 : Les Enquêtes de Geleuil et Lebon
- 29 août 1999 : La Cour de récré
- 30 août 1999 : Franklin
- 4 septembre 1999 : Les jumelles s'en mêlent
- 4 septembre 1999 : Michat-Michien
- 5 septembre 1999 : Le Laboratoire de Dexter
- 11 septembre 1999 : Capitaine Fracasse
- septembre 1999 : Sister, Sister
- 1er novembre 1999 : Les Petites Crapules
- 1999 : Docteur Katz